# Dmitrij Mendreljuk
Dmitrij Evgen'evič Mendreljuk (in russo Дмитрий Евгеньевич Мендрелюк?; Kostroma, 24 maggio 1965) è un editore e giornalista russo.
Fondatore e direttore della casa editrice Komp'juterra e del giornale omonimo di cui è stato anche il primo redattore capo, è conosciuto soprattutto per essere editore di vari giornali come Biznes-žurnal ("Бизнес-журнал") e Komp'julenta ("Компьюлента").